# Bernhard Häring
Bernhard Häring (10. listopadu 1912, Böttingen – 3. července 1998, Gars am Inn) byl německý katolický kněz a teolog, člen řádu redemptoristů.

## Životopis
Narodil se jako jedenáctý z dvanácti sourozenců ve věřící katolické rodině. V roce 1933 po maturitě na státním gymnáziu vstoupil do noviciátu Kongregace Nejsvětějšího Vykupitele – k redemptoristům. Byl rozhodnut stát se lidovým misionářem. Představení však postřehli jeho nadání a poslali ho na studia morální teologie. Mladý kněz se netajil odporem k této bohovědné disciplíně, avšak jeho provinciál trval na svém: "Očekáváme, že se zasadíte o nový přístup k morální teologii." Kněžské svěcení přijal v roce 1939. Studia zahájil na proslulé univerzitě v Tübingenu.

### Válečné zkušenosti
V roce 1939 byl povolán do armády k sanitní službě. Na frontu byl poslán nejprve do Francie (1940), pak do Polska (1941) a nakonec na Ukrajinu a do Ruska. Částečně si osvojil oba slovanské jazyky a jako zdravotník ošetřoval raněné obou válčících stran. Místní obyvatelstvo, když zjistilo, že je kněz, žádalo jej o křty svých dětí, poněvadž za stalinského režimu nebyly možné. Prožité válečné hrůzy z něj učinily radikálního odpůrce násilí.

### Pastýřem a učitelem
Po návratu se ujal pastorace utečenců a přesídlenců. Brzy nato byl však představenými poslán zpět do Tübingenu dokončit svá studia. Nový řádový provinciál Leonard Buijs poslal Häringa do Říma, aby na základě poznatků o dosavadní výuce morální teologie založil redemptoristický ústav, kde se bude morálka vyučovat podle nových principů daných požadavky doby. Ústav byl pojmenován podle zakladatele kongregace Accademia Alfonsiana. Häring zde působil jako profesor mezi lety 1951 a 1987.

### Koncil
Během druhého vatikánského koncilu byl povolán za teologického poradce. Jako redakční sekretář se podílel na přípravě předlohy pastorální konstituce Gaudium et spes a spolupracoval též na konstituci Lumen gentium. Jeho práci ocenil papež Pavel VI., když jej v roce 1964 pozval, aby ve Vatikánu vedl postní exercicie.

### Stíny podezření
V roce 1968 byla vydána encyklika papeže Pavla VI. Humanae vitae o manželské lásce a odpovědném rodičovství. Häring se v principech s obsahem encykliky ztotožnil. Z hlediska pastorační moudrosti se však přikláněl k názorům, které svým výkladem změkčovaly dopady encykliky na morálku manželského života. Svými názory vyvolal zájem Kongregace pro nauku víry a bylo proti němu zahájeno disciplinární řízení. Häring nakonec odsouzen nebyl. Vyučovat v katolických ústavech mohl pod podmínkou, že se zdrží názorů odporujících pokynům kongregace. To Häring odmítl. V té době byl však stižen rakovinou hlasivek a stáhl se do ústraní.
Byl však nadále v písemném styku s Kongregací pro nauku víry a pracoval na své třísvazkové učebnici morální teologie Svoboden v Kristu.
V roce 1987 se uchýlil do kláštera v Garsu, kde přijímal návštěvy, psal a připravoval se na smrt. Zemřel 3. července 1998

## Dílo
Byl autorem řady teologických monografií, především dvou standardních učebnic morální teologie Das Gesetz Christi (Zákon Kristův, 1954) a Frei in Christus (Svoboden v Kristu, 1979-1981). Vedle toho napsal i několik autobiograficky laděných textů.